# Steve Angel
Stephen F. Angel (geboren 1956 in Winston-Salem, North Carolina) ist ein amerikanischer Ingenieur und Manager. Er ist seit Oktober 2018 CEO des  Industriegase-Konzerns Linde plc mit Sitz in Dublin.

## Werdegang
Angel studierte Bauingenieurwesen an der North Carolina State University und erhielt einen Bachelor dort. Er studierte Betriebswirtschaft am Loyola College in Baltimore und erhielt einen Master-Abschluss. 1979 begann er seine berufliche Laufbahn im Geschäftsbereich Stromverteilung und Steuerung bei General Electric (GE). 1992 wurde er dort General Manager für den Bereich Schaltkästen. Angel übernahm 1995 die Leitung des Marketings für den gesamten Geschäftsbereich. Von 1996 bis 1999 war er bei GE im Geschäftsbereich Transportsysteme verantwortlich für Marketing und Vertrieb. Von 1999 bis 2001 war er bei GE im Geschäftsbereich Power Equipment beschäftigt.
Ab 2001 war er Executive Vice President bei Praxair und wurde 2006 zum CEO von Praxair gewählt. Nach der Fusion von Praxair mit der Linde AG wurde Angel im Oktober 2018 CEO der neu entstandenen Linde plc. Angel ist Mitglied des Board of Directors bei PPG Industries und bei dem US-China Business Council.
Die Nachrichtenagentur Bloomberg hat errechnet, dass Angel 2017 knapp 22 Millionen US-Dollar an Managementvergütung erhalten hat.